# Führer-Grenadier-Divisie
De Führer-Grenadier-Divisie was een Duitse eenheid van de Wehrmacht in de Tweede Wereldoorlog. Voortkomend uit de Führer-Grenadier-Brigade, werd de divisie ingezet aan het oostfront in de laatste maanden van de oorlog.

## Krijgsgeschiedenis
De Führer-Grenadier-Divisie ontstond op 26 januari 1945 bij Cottbus door uitbouw van de Führer-Grenadier-Brigade. In februari 1945 werd in Pommeren deelgenomen aan Operatie Sonnenwende, als deel van het X SS Korps. Al na enkele dagen kwam deze aanval tot staan. Vervolgens werd de divisie overgebracht naar de omgeving van Lauban als onderdeel van het 39e Pantserkorps, waarna begin maart 1945 deze stad werd heroverd op het Rode Leger. In april 1945 werd de divisie dan overgebracht naar de omgeving van Wenen, en kwam daarmee onder bevel van het 6e Pantserleger. Op 8 april werd de divisie teruggetrokken naar de noordelijke oever van de Donau en verdedigde korte tijd de stellingen van Eßling via Raasdorf tot Groß-Engersdorf. Na afloop van de slag om Wenen trok de divisie zich via Zwettl terug door het noorden van Oostenrijk. 

### Einde
Op 9 mei gaf de divisie zich over aan Amerikaanse troepen noordelijk van Linz (tussen Pregarten en Gallneukirchen), maar werd korte tijd later al overgedragen aam het Rode Leger. Dit laatste omdat de divisie de demarcatielijn overgegaan was na de deadline.

## Samenstelling
- Panzer-Grenadier-Regiment 99
- Panzerregiment 101
- Heeres-Sturmartillerie-Brigade 911
- Panzer Aufklärungs Kompanie 101
- Panzer-Artillerie-Regiment 124
- Divisie-eenheden met nummer 124

## Bovenliggende bevelslagen
| Legerkorps         | Leger              | Legergroep            | Plaats/regio                 | Begin            | Eind             |
| ------------------ | ------------------ | --------------------- | ---------------------------- | ---------------- | ---------------- |
| Korpsgruppe Munzel | 11. SS-Panzerarmee | Heeresgruppe Weichsel | Arnswalde                    | 12 februari 1945 | 21 februari 1945 |
| 39e Pantserkorps   | 17. Armee          | Heeresgruppe Mitte    | Lauban                       | begin maart 1945 |                  |
| II SS Pantserkorps | 6. Panzerarmee     | Heeresgruppe Süd      | Hongarije, Oostenrijk, Wenen | april 1945       | 30 april 1945    |
| II SS Pantserkorps | 6. Panzerarmee     | Heeresgruppe Ostmark  | Oostenrijk, Zwettl           | 30 april 1945    | 9 mei 1945       |

## Commandanten
| Rang                                      | Naam           | Begin           | Eind       |
| ----------------------------------------- | -------------- | --------------- | ---------- |
| Oberst Generalmajor vanaf 30 januari 1945 | Hellmuth Mäder | 26 januari 1945 | 9 mei 1945 |